# Hayatımın Aşkı
Hayatımın Aşkı es una serie de televisión turca de 17 episodios, emitida en Kanal D del 15 de mayo al 18 de septiembre de 2016. Está dirigida por Hakan Kırvavaç, escrita por Gökhan Horzum y Ekin Atalar, producida por Lucky Red Film y protagonizada por Hande Doğandemir y Serkan Çayoğlu.

## Sinopsis
Gökçe Şenkal es una chica soltera que trabaja en la agencia de publicidad Ajans 237 y le preocupa que todos sus amigos se hayan casado o estén a punto de casarse y ella no. Posteriormente, Gökçe conoce a Demir Cerrahoğlu, el dueño de la agencia donde trabaja.

## Reparto

### Personajes principales
- Hande Doğandemir como Gökçe Şenkal (episodios 1-17)
- Serkan Çayoğlu como Demir Cerrahoğlu (episodios 1-17)
- Berk Hakman como Kaan (episodios 1-17)
- Zafer Algöz como Hikmet Senkal (episodios 1-17)
- Zeynep Eronat como Rezzan Senkal (episodios 1-17)
- Yonca Evcimik como Yonca Evcimik (episodios 1-17)
- Sadi Celil Cengiz como Bartu Senkal (episodios 1-17)
- Seda Türkmen como Sema (episodios 1-17)
- Deniz Barut como Eylem (episodios 1-17)
- Ayşegül İşsever como Nesrin Cerrahoğlu (episodios 1-17)
- Murat Parasayar como Rahmi (episodios 1-17)
- Sarp Can Köroğlu como Hakan (episodios 1-17)
- İlay Erkök como Sezen Senkal (episodios 1-17)
- Gizem Terzi como Nilay (episodios 1-17)
- Duygu Gök Boztepe como Nilüfer (episodios 1-17)
- Avni Yalçın como Hulusi Cerrahoğlu (episodios 1-17)
- Nazli Pinar Kaya como Duru Cerrahoğlu (episodios 1-17)
- Hilal Altınbilek como Nil (episodios 1-17)
- Özkan Ayalp como Hüseyin (episodios 1-17)
- Metin Keçeci como Mustafa (episodios 1-17)

### Personajes secundarios
- Emre Yetim como Emre (episodios 12-17)
- Gokberk Demirci como Adil (episodios 7-15)
- Ilker Aksum como Tarik (episodios 12-17)
- Dogan Tank como Dündar (episodios 10-17)
- Ilkyaz Kocatepe como Ayça (episodios 10-17)
- Murat Cemcir como Anil (episodio 1)
- Ahmet Kural como Ferda (episodio 1)
- Ayhan Tas como Yarkin (episodio 1)
- Farnaz Mahmoudi como Nurse (episodio 16)
- Muharrem
- Sedat
- Yeliz
- Melisa
- Enfermera Hemsire
- Seda
- Ahmet

## Temporadas
| Temporada | Temporada | Episodios | Rango de episodios | Emisión original   | Emisión original         |
| Temporada | Temporada | Episodios | Rango de episodios | Inicio             | Final                    |
| --------- | --------- | --------- | ------------------ | ------------------ | ------------------------ |
|           | 1         | 17        | 1 - 17             | 15 de mayo de 2016 | 18 de septiembre de 2016 |

### Primera temporada (2016)
| n° | Título original | Primera TV Turquía       |
| -- | --------------- | ------------------------ |
| 1  | 1. Bölüm        | 15 de mayo de 2016       |
| 2  | 2. Bölüm        | 22 de mayo de 2016       |
| 3  | 3. Bölüm        | 29 de mayo de 2016       |
| 4  | 4. Bölüm        | 3 de junio de 2016       |
| 5  | 5. Bölüm        | 10 de junio de 2016      |
| 6  | 6. Bölüm        | 17 de junio de 2016      |
| 7  | 7. Bölüm        | 26 de junio de 2016      |
| 8  | 8. Bölüm        | 7 de julio de 2016       |
| 9  | 9. Bölüm        | 24 de julio de 2016      |
| 10 | 10. Bölüm       | 31 de julio de 2016      |
| 11 | 11. Bölüm       | 5 de agosto de 2016      |
| 12 | 12. Bölüm       | 12 de agosto de 2016     |
| 13 | 13. Bölüm       | 21 de agosto de 2016     |
| 14 | 14. Bölüm       | 28 de agosto de 2016     |
| 15 | 15. Bölüm       | 4 de septiembre de 2016  |
| 16 | 16. Bölüm       | 11 de septiembre de 2016 |
| 17 | 17. Bölüm       | 18 de septiembre de 2016 |

## Producción
La serie está dirigida por Hakan Kırvavaç, escrita por Gökhan Horzum y Ekin Atalar y producida por Lucky Red Film.

### Rodaje
El primer episodio de la serie, que contó con un gran presupuesto, se rodó en Adana, mientras que los dieciséis episodios restantes se rodaron en varios barrios de Estambul, concretamente en Kanlıca, Üsküdar y Kuleli Emek.

## Premios y reconocimientos
| Año  | Premio                          | Categoría                                | Nominados        | Resultado |
| ---- | ------------------------------- | ---------------------------------------- | ---------------- | --------- |
| 2016 | Pantene Golden Butterfly Awards | Mejor actriz de comedia de televisión    | Hande Doğandemir | Nominada  |
| 2017 | Pantene Golden Butterfly Awards | Mejor actor en una comedia de televisión | Serkan Çayoğlu   | Nominado  |
| 2017 | Turkey Youth Awards             | Mejor actor de televisión                | Serkan Çayoğlu   | Nominado  |